# ستيفن بيل (لاعب دوري الرغبي)
ستيفن بيل (بالإنجليزية: Steven Bell)‏ هو لاعب دوري الرغبي أسترالي، ولد في 28 مايو 1976 في روكامبتون في أستراليا.

## روابط خارجية
- ستيفن بيل على موقع ItsRugby.co.uk (الإنجليزية)